# 11170 Bradenmilford
11170 Bradenmilford è un asteroide della fascia principale. Scoperto nel 1998, presenta un'orbita caratterizzata da un semiasse maggiore pari a 2,8516192 au e da un'eccentricità di 0,0719686, inclinata di 1,25235° rispetto all'eclittica.